# Marquee Club

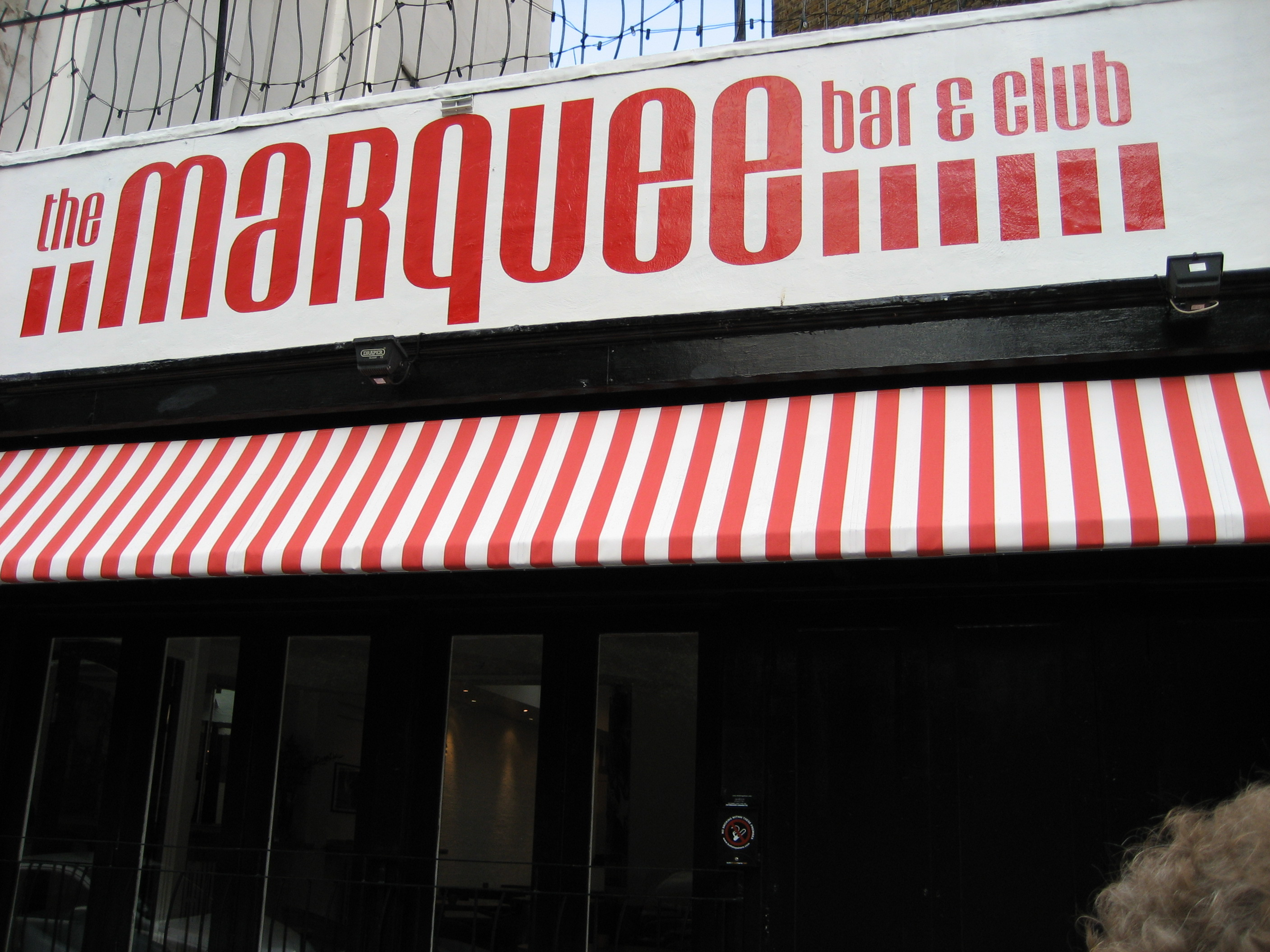
Клуб «Марки» в 2007 году

The Marquee — музыкальный клуб, открытый в Лондоне в 1958 году, сыгравший важную роль в развитии британской и европейской поп-и рок-культуры.

## История
Клуб «Марки» открылся 19 апреля 1958 года в доме #165 по Оксфорд-стрит. Некоторое время здесь выступали джаз-оркестры и скиффл-группы, но вскоре появились и бит-ансамбли. 12 июля 1962 года в клубе «Марки» своё первое выступление дали The Rolling Stones. К этому времени заведение стало основной сценой для джазовых и ритм-энд-блюзовых музыкантов: здесь регулярно выступал Сонни Бой Уильямсон II, Alexis Korner's Blues Incorporated, Сирил Дэвис.

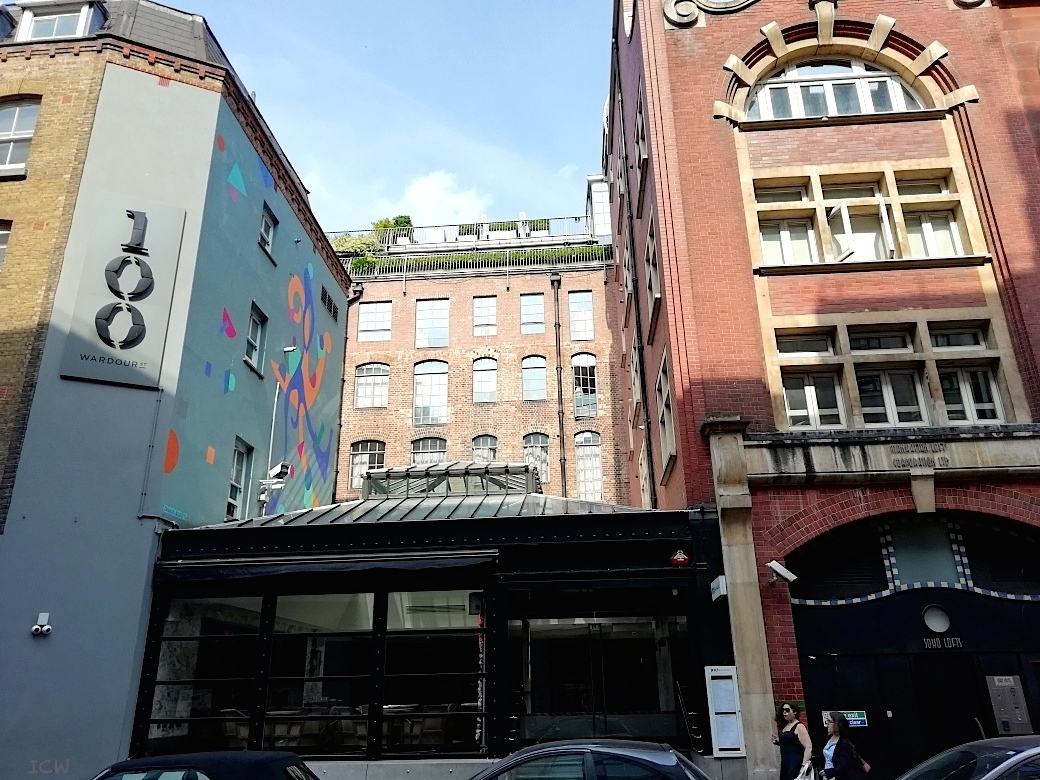
Место, в котором клуб располагался начиная с 1964 года

13 февраля 1964 года клуб переехал на Уордор Стрит, 90. Первыми здесь выступили The Yardbirds — в тот момент всего лишь разогревщики для хедлайнеров, которыми были в тот вечер Лонг Джон Болдри и Сонни Бой Уильямсон. Очень скоро клуб «Марки» на Уордор-стрит стал центром лондонской концертной жизни. В течение последующих 25 лет здесь выступили практически все известные группы и исполнители, включая Pink Floyd, The Who, Yes, Дэвида Боуи, Jethro Tull, The Jimi Hendrix Experience, Dire Straits, а также — в 1970-х годах — восходящие звёзды панк-рока и новой волны: Eddie and the Hot Rods, The Stranglers, Generation X, London, The Police, The Sinceros, Buzzcocks, The Jam, Joy Division, The Cure.
В начале 1980-х годов Marquee Club стал центром становления NWOBHM: в числе его завсегдатаев были Angelwitch, Diamond Head, Witchfynde, Praying Mantis. Именно здесь было заснято выступление Iron Maiden, позже включённое в документальный фильм LWT «20th Century Box». Возрождение британского прог-рока также начиналось в клубе Marquee: отсюда стартовали тогда ещё не имевшие контракта Marillion, а также — Pendragon, Solstice, Twelfth Night, IQ, Haze, Cardiacs, Liaison. В эпоху расцвета ранней инди-сцены в Marquee разворачивались «битвы ансамблей», организованные еженедельником Melody Maker.
По мере того, как клуб обретал популярность, здесь всё чаще появлялись суперзвёзды (как правило, инкогнито): Принс, Genesis, Iron Maiden, Squeeze, Mötley Crüe и др. В 1990 году «секретный гиг» здесь провела Metallica.
В 1988 году участок земли на Уордор-стрит был перепродан, и клуб вновь переехал — на Чаринг-кросс Роуд, 105, просуществовав здесь до 1996 года. Вскоре после его открытия Dream Theater записали здесь материал для своего первого концертного альбома Live At The Marquee. В 2001 году группа антрепренёров (включая Дэйва Стюарта из Eurythmics) перекупила Marquee и открыла его в Ислингтоне, неподалёку от Islington Academy. Год спустя из-за финансовых проблем заведение закрылось и возникло вновь — на Лестер-сквер, 1, где также просуществовало лишь полтора года, закрывшись в 2006 году.
В августе 2007 года Marquee Club открылся вновь — на Аппер Сент-Мартин-лейн (Upper Saint Martins Lane) в Ковент-Гардене, но закрылся 10 февраля 2008 года. Последними, кто дал концерт в клубе Marquee, были музыканты из колчестерской группы Torn Asunder.